# Moss Burmester
Moss James Burmester (ur. 19 czerwca 1981 w Hastings), nowozelandzki pływak, mistrz i wicemistrz świata na krótkim basenie w wyścigu na 200 m stylem motylkowym.
Dwukrotny olimpijczyk z Aten (2004) oraz z Pekinu (2008).

## Sukcesy

### Mistrzostwa świata (basen 25 m)
- 2006 Szanghaj -  (200 m motylkowym)
- 2008 Manchester -  (200 m motylkowym)